# Microglossa caffrorum
Microglossa caffrorum là một loài thực vật có hoa trong họ Cúc. Loài này được (Less.) Grau mô tả khoa học đầu tiên năm 1976.